# My Lovely Driver
《My Lovely Driver》是一部由Sha’s Media Sdn Bhd制作，艾伊·慕斯达法（Ayie Mustafa）执导，翠莎·黄及希山·哈密领衔主演的马来西亚爱情喜剧。此剧在2024年2月16日至2024年3月14日期间通过TV3的Slot Akasia首播，接档《Cinta Bersemi Di Wadi Safiyyah》。

## 演员阵容
- 希山·哈密 饰演 Adly
- 翠莎·黄 饰演 Sam（Samsiah）
- 西尔芬尼·奥斯曼 饰演 Intan Zara
- 拉祖安·罗斯利（Razzuan Rosli）饰演 Don
- 旺拉贾 饰演 Azman
- 费耶·库赛里 饰演 Mira
- 塞拉·梅丽莎（Sera Melissa）饰演 Jojo
- 旺诺阿兹林 饰演 Aloyah
- 拉贾阿兹米 饰演 Datin Suraya
- 阿兹曼·詹坦（Azman Jantan）饰演 Dato Razak
- 玛哈特（Mahat）饰演 Tuan Aziz
- 阿扎·伊利特 饰演 Rohani
- 旺丝·阿赫马德 饰演 Benjy
- 谢菲克（Shefik）饰演 Ben
- 阿朱·艾哈迈德（Aju Ahmad）饰演 Pak Rawa
- 阿米鲁·阿斯拉夫 饰演 Mike
- 伊森德拉（Izzendra）饰演 Aini
- 阿迈·卡马鲁丁（Amai Kamarudin）饰演 Chai
- 内尔·纳兹里（Nell Nazry）饰演 Dr Azren
- 艾宁·巴特里西亚（Ainin Batrisya）饰演 Sahara
- 伊克万（Ikhwan）饰演 Hadi
- 奇拉·卡马鲁丁（Keela Kamarudin）饰演 Effa
- 法乌兹·纳瓦维 饰演 Arif
- 巴德鲁·穆哈雅德 饰演 Azmi Tikus的父亲